# Torre dei teschi
La Torre dei teschi (in serbo Ћеле Кула?, Ćele kula) è una torre che incorpora teschi umani nella costruzione, fatta erigere dai turchi ottomani presso la città di Niš. Sorta sul luogo della Battaglia di Čegar, la torre voleva essere un monito ai serbi volto a dissuaderli dal proseguire nella rivolta contro l'Impero ottomano.